# کوتوله گناهکار
کوتوله گناهکار (انگلیسی: The Sinful Dwarf) یک فیلم ترسناک دانمارکی است که در سال ۱۹۷۳ منتشر شد.
فیلم دربارهٔ مردی است که زنان را اغفال کرده و به منزل می‌آورد و با تزریق موارد مخدر، آنها را به فاحشه‌های خیابانی مبدل می‌کند.